# Torneo masculino de béisbol en los Juegos Panamericanos de 1951
El béisbol en los Juegos Panamericanos de 1951 estuvo compuesto por un único evento masculino, se disputó en Buenos Aires, Argentina del 27 de febrero al 6 de marzo de 1951. El oro se lo llevó Cuba por primera vez.
En el segundo lugar empataron los equipos de Estados Unidos y México con el mismo número de victorias, empates y derrotas. Sin embargo, el equipo estadounidense se llevó la medalla de plata al derrotar a México en un duelo de desempate.

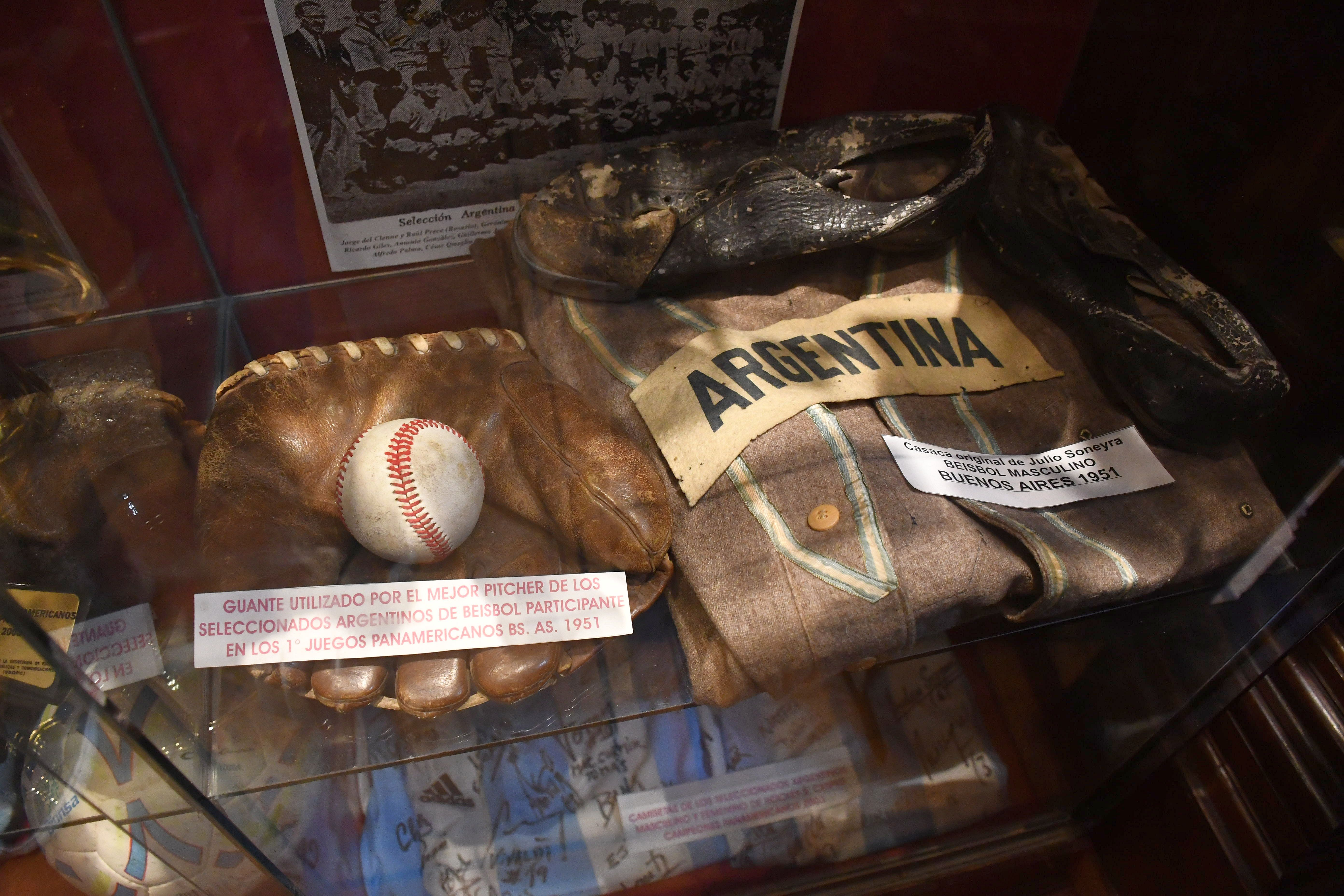
Vestimenta y guante utilizado por el seleccionado argentino durante el torneo.

## Equipos participantes
- Argentina(ARG)
- Brasil(BRA)
- Colombia(COL)
- Cuba(CUB)
- Estados Unidos(USA)
- México(MEX)
- Nicaragua(NIC)
- Venezuela(VEN)

## Resultados

### Medallero
| Núm. | País           | Oro | Plata | Bronce | Total |
| ---- | -------------- | --- | ----- | ------ | ----- |
| 1    | Cuba           | 1   | 0     | 0      | 1     |
| 2    | Estados Unidos | 0   | 1     | 0      | 1     |
| 3    | México         | 0   | 0     | 1      | 1     |

### Medallistas
| Evento    | Oro | Plata | Bronce |
| --------- | --- | --- | --- |
| Masculino | Cuba - Juan Izaguirre - Angel Scull - Derubin Jácome - Juan Vistuer - Angelio Brito - Luís Fiuza - Leonardo Feijo - Aurélio Herrera - Juan Ravelo - Gustavo Martínez - Osvaldo Orgalles - Marío Díaz - Nélson Campbell - Jorge Silva - Gilberto Delgado - Celso Oviedo Entrenador: Fabio de la Torre | Estados Unidos - Alton "Tunney" Brooks - Bob Coluni - Max Eller - Junie Floyd - Stanley Johnson - Jack Liptak - Dick McCleney - Ellsworth "Kay" Rogers - Jack Stallings - Wiley Warren - Frank Wehner - Don Woodlief Entrenador: Taylor Sanford | México - Antonio Mondragon - R. de Hoyos - G. Figueroa - Manuel Contreras - Nicolas Genestas - H. Leal - R. López Ortíz - J. Sánchez - A. Uribe - R. Delgado - Sabino García - A. Méndez - R. Cárdenas - M. López Ortíz - A. Flores - J. López Ruíz - Fernando García - Alberto Sosa Entrenador: Chile Gómez |

El equipo de béisbol Wake Forest Demon Deacons representó a los Estados Unidos en este certamen